# Serge Bambara
Serge Bambara, (24 d'octubre de 1971) també conegut pel seu nom artístic Smockey, és un músic de hip hop, actor i activista polític d'Ouagadougou, la capital de Burkina Faso, fill de pare bissa i de mare francesa, es va traslladar a l'Estat francès per a estudiar el 1991. El 1999, va signar un contracte amb EMI i va publicar un senzill amb la cantant Lââm. El 2001, va tornar a Burkina Faso i va fundar l'Studio Abazon. Ha publicat els àlbums Epitaphe, Zamana, Code noir i Cravate Costards et Pourriture, i ha col·laborat amb el destacat raper senegalès Didier Awadi.

## Biografia
Bambara va guanyar la categoria de Millor Artista de l'Any als Premis Kundé, premis nacionals de música burkinesa, l'any 2006. Va rebre el premi de mans de Chantal Compaoré, Primera dama de Burkina Faso aleshores. El 2008, Bambara va protagonitzar una adaptació cinematogràfica de la novel·la En attendant le vote des bêtes sauvages de l'autor ivorià Amadou Kourouma, dirigida per Missa Hébié. El 2010 va guanyar els premis Kora, en la categoria Millor artista de hip-hop.
Bambara es defineix políticament com a sankarista en honor de Thomas Sankara, el president revolucionari que va governar el país des de 1983 fins que va ser assassinat en el cop d'estat de Blaise Compaoré el 1987. En una entrevista a la BBC el 2014, va afirmar sobre el llegat de Sankara: «Ens va permetre estar més orgullosos de ser africans, superar el complex d'inferioritat i adonar-nos que podem fer coses". Bona part de la seva obra artística tracta temes polítics.
El 2013 va cofundar Le Balai Citoyen, un moviment polític de base, juntament amb el músic de reggae Sams'K Le Jah. El moviment va participar en la revolta burkinesa del 2014, una onada de protestes que el 31 d'octubre de 2014 va obligar el president Compaoré a dimitir i fugir del país. Bambara, com a líder destacat de l'oposició durant la revolta, va donar suport a la decisió dels militars de dirigir el país per mitjà d'un període de transició.
El 17 de setembre de 2015, l'estudi de gravació de Bambara, Studio Abazon, va ser bombardejat i destruït pel Regiment de Seguretat Presidencial, lleial al president destituït Blaise Compaoré i atacat i incendiat de nou el 2016.